# Conspiracy (film, 1939)
Pour plus de détails, voir Fiche technique et Distribution.
Conspiracy est un film américain réalisé par Lew Landers et sorti en 1939.

## Synopsis
Steve Kendall est un Américain qui travaille comme opérateur télégraphique à bord d’un cargo. Il découvre par inadvertance que son navire transporte des armes de contrebande, lorsqu’un agent révolutionnaire le force à envoyer un message à ses compagnons restés à terre. La police les attrape tous les deux mais le révolutionnaire est abattu alors qu’il tentait de sauter par-dessus bord. Après les avoir vus tous les deux ensemble, la police croit à tort que Kendall est de mèche avec les révolutionnaires locaux. Alors qu’ils s’approchent du port, Kendall plonge par-dessus bord et nage vers le rivage. 
Poursuivi à la fois par la milice et la police, il finit par rencontrer un membre local du parti révolutionnaire, Nedra, qui était aussi la sœur du révolutionnaire décédé. Avant la mort de son frère, le groupe de Nedra avait prévu de détourner les armes illégales sur le navire de Kendall. Elle présente Kendall à Tio, un expatrié américain qui dirige une salle de danse locale. Tio accepte de le cacher dans le sous-sol de la salle, tandis que Nedra tente de trouver un moyen de faire sortir Kendall du pays. Finalement, Nedra organise le transport de Kendall sur un bateau à vapeur en direction du nord. Avant qu’il ne puisse s’échapper, la police fait une descente chez Tio, forçant non seulement Kendall à fuir mais aussi Tio et son ami Studs. La police les poursuit en hors-bord, les conduisant sur le bateau à vapeur. Le groupe retourne à terre, où Tio lance un appel à l’aide par radio. Après une fusillade, le quatuor s’échappe en hydravion vers les États-Unis, où après leur arrivée, Nedra leur fait savoir en larmes qu’elle doit rentrer et aider ses camarades dans leur lutte pour la liberté.

## Fiche technique
- Réalisation : Lew Landers
- Scénario : Jerome Chodorov, d'après une histoire de John P. McCarthy et Faith Thomas
- Production : RKO
- Photographie : Frank Redman
- Musique : Frank Tours
- Chanson : Take the World Off Your Shoulders paroles et musique de Lew Brown et Samuel Fain[1].
- Costumes : Renié
- Montage : George Hively
- Genre : Aventure
- Durée : 58 minutes
- Date de sortie: 
  - États-Unis : 1er août 1939

## Distribution
- Allan Lane : Steve Kendall
- Linda Hayes : Nedra Carlson
- Robert Barrat : Tio / Edwards
- Charley Foy : Studs
- Lionel Royce : Second Lieutenant
- J. Farrell MacDonald : Captain of the Falcon
- Lester Matthews : Gair - Henchman
- Henry Brandon : Carlson - Crewman
- Wilhelm von Brincken : Second-Mate Wilson